# Limnophila (Limnophila) melica
Limnophila (Limnophila) melica is een tweevleugelige uit de familie steltmuggen (Limoniidae). De soort komt voor in het Neotropisch gebied.